# Bailey Peacock-Farrell
Bailey Peacock-Farrell (født 29. oktober 1996) er en nordirsk fodboldspiller (målmand), der spiller for engelske Burnley F.C. samt for det nordirske landshold.

## Karriere
Peacock-Farrrell er opvokset i England og spillede oprindeligt for Middlesbrough F.C., men i 2013 kom han til Leeds United F.C.

### Leeds
I 2015 fik han sin første professionelle kontrakt med klubben, og i 2016 fik han førsteholdsdebut i the Championship, da klubbens førstemålmand blev udvist i en kamp. Snart efter fik han sin kontrakt forlænget, og i efteråret 2017 var han kortvarigt udlånt til York, hvor han spillede fire kampe. 
Først i marts 2018 fik han sin anden førsteholdskamp for Leeds, og han spillede derpå resten af sæsonen i the Championship samt begyndelsen af den kommende sæson. Da Leeds købte Kiko Casilla fra Real Madrid F.C., blev Peacock-Farrell degraderet til udskiftningsbænken. Han fik en enkelt kamp senere i sæsonen, da Casilla havde karantæne, men det var ikke tilstrækkeligt for den   ambitiøse Peacock-Farrell.

### Burnley
Derfor skrev Peacock-Farrell i sommeren 2020 kontrakt med Premier League-klubben Burnley F.C., hvor han skulle konkurrere med blandt andet Joe Hart og Nick Pope, der begge havde opnået landskampe for England. Han fik derfor først debut på klubbens førstehold i efteråret 2020, og i sommeren 2021 blev han udlånt til Sheffield Wednesday i League One for den kommende sæson.
Han fik succes i Sheffield og blev blandt andet den første målmand i klubbens historie, der holdt modstanderne fra at score i de første fem kampe i turneringen.
I sommeren 2022 vendte han tilbage til Burnley, der i mellemtiden var rykket ned i the Championship, og han fik i alt otte ligakampe i sæsonen 2022-2023 samt flere pokalkampe.

### AGF
I sommeren 2023 havde AGF i den danske Superliga behov for en målmand til at supplere førstemålmanden Jesper Hansen og den unge Jonathan Hutters. Valget faldt der på Peacock-Farrell, som cheftræner Uwe Rösler havde trænet i Leeds. Den aarhusianske klub lejede derpå nordireren for sæsonen 2023-2024.
Han fik debut allerede i sæsonens anden superligakamp, da AGF hjemme tabte 1-3 til FC Nordsjælland. Han nåede i alt 21 superligakampe for AGF, inden han i sommeren 2024 vendte tilbage til Burnley.

### Landshold
Skønt født i England er Peacock-Farrell kvalificeret til at spille for Nordirland, da hans bedstefar er fra denne del af Storbritannien. Han blev indkaldt til en træningslejr for nordirske landsholdsspillere i maj 2017, og han fik en enkelt kamp på det nordirske U/21-landshold i marts 2018 i en kamp mod Island U/21, hvor han holdt modstanderne fra at score.
Han kom derpå med i A-landsholdstruppen og fik sin debut i en venskabskamp mod Panama i maj 2018, da han blev skiftet ind i pausen. Han fik sin første hele A-landskamp i en Nations League-kamp mod Bosnien-Hercegovina senere samme år. Han blev snart fast valg som førstemålmand for Nordirland og har pr. 30. juli 2023 spillet 39 landskampe.